# 조은희 (1989년)
조은희(1989년 5월 14일 ~ )는 대한민국의 싱어송라이터다. 2010년 KBS 드라마 결혼해주세요 OST '그남자 그여자'로 데뷔했다.

## 방송
- 모디션 (2019) - 우승

## 음반
- 결혼해주세요 OST (2010)
- Lazy Girl (2014)
- This Love (2014)
- 바람에 (2015)
- 우리가 만났던 계절 (2015)
- 시간 (2017)
- 너는 (2018)
- City Light (2018)
- 내사랑 치유기 OST Part.11 (2019)
- 내사랑 치유기 OST (2019)
- Promise (2021)
- Poultry Tycoon (2024)

### R&J
- 왠지 좋아 (2012)

## 기타
- 장우혁 - I Am The Future (2011) 피처링
- 나원주 - Hello (2010) 피처링